# گروه کامپیوتر تسک
گروه کامپیوتر تسک (انگلیسی: Computer Task Group) شرکت فناوری اطلاعات آمریکایی است، که در سال ۱۹۶۶ تأسیس شد.